# Dicnida rigida
Dicnida rigida is een hydroïdpoliep uit de familie Zancleopsidae. De poliep komt uit het geslacht Dicnida. Dicnida rigida werd in 1978 voor het eerst wetenschappelijk beschreven door Bouillon. 